# 伊藤いづも
伊藤 いづも（いとう いづも、1986年11月28日 - ）は、日本の漫画家・イラストレーターである。長野県在住。血液型はA型。代表作に『まちカドまぞく』がある。

## 略歴
オカルト好きであり、小学生の頃から、2ちゃんねるのオカルト板に入り浸り、「死ぬほどシャレにならない怖い話を集めてみない？」というスレッドで自作の怪談話を投稿していたという。
大学では国文学科に在籍し、中世文学を専攻。
ラグナロクオンライン（RO）の最古参プレイヤーであり、ROの同人誌を多く発表するなかでガンホー・オンライン・エンターテイメントからイラストの仕事を依頼されるようになったことが、漫画家としての道を志す契機となった。当時発表された同人誌の中でも『あこらいとうたじ』は人気が高く、後に動画化もされることになる。その後様々なジャンルでの同人活動の傍ら、読み切りを載せたりアンソロジーに参加し、2014年（平成26年）『まんがタイムきららキャラット』にて『まちカドまぞく』、『月刊コミック アース・スター』にて『エミル・クロニクル・オンライン』を連載するに至る。
『まちカドまぞく』はアニメ化され、第1期エンディングテーマ「よいまちカンターレ」および第2期エンディングテーマ「宵加減テトラゴン」の作詞も手掛けた。
長野県諏訪地域の高原に住んでいる。長野県に引っ越したのは結婚してからで、それまでは東京都に住んでいた。子どものころは多摩市に住んでいた。

## 人物・作風
ペンネームは、古事記に収録されている和歌「八雲（やくも）立つ　出雲（いづも）八重垣　妻篭みに　八重垣作る　その八重垣を」から取ったものであり、読み方は「やくも」か「いづも」で迷ったが、出雲大社にあやかり、「いづも」としたという。

## 作品リスト

### 漫画作品

#### 連載
- エミル・クロニクル・オンライン（『月刊コミック アース・スター』→『コミック アース・スター』2014年[6] - 2015年） - コミカライズ作品[6]。
- まちカドまぞく（『まんがタイムきららキャラット』2014年[7] - 連載中）

#### 読み切り
- 魔法少女はバレてはいけない（『電撃マオウ』2011年12月号）
- 抜錨せよ！ながもん仮面（『艦隊これくしょん -艦これ- 電撃コミックアンソロジー 佐世保鎮守府編』4巻、2014年） - 『艦隊これくしょん -艦これ-』のアンソロジー寄稿作品。
- RPGでいこう（原案：Magica Quartet、『魔法少女まどか☆マギカ アンソロジーコミック』5巻、2014年） - 『魔法少女まどか☆マギカ』のアンソロジー寄稿作品。
- 『NEW GAME!』のアンソロジー寄稿作品（原作：得能正太郎、『NEW GAME! アンソロジーコミック』3巻、2017年）

### 書籍

#### 漫画単行本
- 『エミル・クロニクル・オンライン』アース・スター エンターテイメント〈アース・スターコミックス〉2015年、全1巻
- 『まちカドまぞく』芳文社〈まんがタイムKRコミックス〉2015年 - 刊行中、既刊6巻

#### 画集
- 『伊藤いづもイラスト集 －宵加減－』芳文社〈まんがタイムKRコミックス〉2022年5月26日発売[8]、ISBN 978-4-8322-7370-2

### その他
- あんハピ♪アンソロジーコミック 吉（2016年）イラスト寄稿[9]
- きららファンタジア（ゲーム、2018年）オリジナルキャラクター「オトヒメ」「ウミ」のキャラクターデザイン、監修
- 恋する小惑星（テレビアニメ、2020年）第3話エンドイラスト
- Re:ステージ!プリズムステップ（ゲーム、2020年）『まちカドまぞく』コラボシナリオ監修
- ご注文はうさぎですか? BLOOM（テレビアニメ、2020年）第5羽エンドイラスト
- キャラットちゃん15歳（『まんがタイムきららキャラット』2020年11月号付属小冊子）イラスト寄稿[10]